# 窄斑叶珊瑚
窄斑叶珊瑚（学名：Aucuba albo-punctifolia var. angustula）是绞木科桃叶珊瑚属斑叶珊瑚的变种。分布在中国大陆的四川、湖南等地，生长于海拔1,300米至2,100米的地区，多生长于林下，目前尚未由人工引种栽培。